# Along Came Betty
Along Came Betty ist eine Jazz-Komposition des Tenorsaxophonisten und Arrangeurs Benny Golson. 
Sie gehört zu den Titeln, die für die lyrische Seite des Hardbop-Komponisten Golson stehen.
Zum ersten Mal wurde sie von Art Blakeys Jazz Messengers 1958 für das Album Moanin’ (Blue Note Records) aufgenommen, deren Saxophonist und musikalischer Direktor Golson zu dieser Zeit war. 
Along Came Betty wurde mehrmals von Benny Golson (sowohl mit dem Jazztet als auch eigenen Bands), den Jazz Messengers, aber auch von Jimmy Raney, Joe Lovano, Quincy Jones, Rufus Reid und Marian McPartland/Willie Pickens (Ain’t Misbehavin’: Live at the Jazz Showcase 2000) aufgenommen.

## Diskografie
- Art Blakey: Moanin’ (Blue Note, 1958)
- Art Farmer/Benny Golson Jazztet: The Complete Argo/Mercury Art Farmer/Benny Golson Jazztet Sessions 1960–1963 (Mosaic Records, 2004)
- The Art Farmer/Benny Golson Jazztet: Moment to Moment (Soul Note, 1983)

## Anmerkung
- Es existiert eine kalifornische Hardbop-Band gleichen Namens, die 1998 gegründet wurde  http://www.alongcamebetty.com/